# Джексон (Алабама)
Джексон (англ. Jackson) — місто (англ. city) в США, в окрузі Кларк штату Алабама, найбільший населений пункт округу.. Населення — 4748 осіб (2020).

## Історія
Місто назване на честь Ендрю Джексона, військового героя Крикської війни, який пізніше став сьомим президентом Сполучених Штатів. Він пройшов через округ зі своїми військами в 1813 році.

## Географія
Джексон розташований за координатами 31°31′56″ пн. ш. 87°53′28″ зх. д. / 31.53222° пн. ш. 87.89111° зх. д. (31.532321, -87.891183).  За даними Бюро перепису населення США в 2010 році місто мало площу 41,00 км², з яких 40,51 км² — суходіл та 0,50 км² — водойми.

## Демографія
Згідно з переписом 2010 року, у місті мешкало 5228 осіб у 2112 домогосподарствах у складі 1446 родин. Густота населення становила 128 осіб/км².  Було 2426 помешкань (59/км²).
Расовий склад населення:
| - 54,9 % — білих - 42,9 % — чорних або афроамериканців - 0,7 % — корінних американців - 0,4 % — азіатів |

До двох чи більше рас належало 0,8 %. Частка іспаномовних становила 1,4 % від усіх жителів.
За віковим діапазоном населення розподілялося таким чином: 25,1 % — особи молодші 18 років, 57,4 % — особи у віці 18—64 років, 17,5 % — особи у віці 65 років та старші. Медіана віку мешканця становила 40,4 року. На 100 осіб жіночої статі у місті припадало 87,7 чоловіків;  на 100 жінок у віці від 18 років та старших — 84,4 чоловіків також старших 18 років.
Середній дохід на одне домашнє господарство  становив 49 412 долари США (медіана — 31 232), а середній дохід на одну сім'ю — 65 361 долар (медіана — 53 233). Медіана доходів становила 42 487 доларів для чоловіків та 25 576 доларів для жінок. За межею бідності перебувало 24,7 % осіб, у тому числі 33,3 % дітей у віці до 18 років та 10,9 % осіб у віці 65 років та старших.
Цивільне працевлаштоване населення становило 1814 особи. Основні галузі зайнятості: виробництво — 22,3 %, освіта, охорона здоров'я та соціальна допомога — 16,9 %, роздрібна торгівля — 16,8 %.

## Установи
Обраний мер і шість членів міської ради формують керівний орган міста.
Медичні установи міста включають Джексонський медичний центр, кілька медичних клінік, клініку діалізу, два стоматологічних пункти, будинок престарілих, дві оптики, а також групу будинків для розумово відсталих громадян, швидка допомога, мануального терапевта, фізіотерапевта. Крім того, є ветеринарний лікар і чотири аптеки.
Чотири банки мають офіси в Джексоні.